# Tomislav Jovanović
Tomislav Jovanović, cyr. Томислав Јовановић (ur. 12 sierpnia 1951 w Trbunju) – serbski lekarz i nauczyciel akademicki, profesor, w latach 2013–2014 minister i nauki.

## Życiorys
Ukończył w 1975 studia medyczne na Uniwersytecie w Belgradzie, w 1979 uzyskał magisterium, a w 1983 doktorat. Specjalizował się w zakresie medycyny sportowej. Został nauczycielem akademickim na macierzystym uniwersytecie, dochodząc do stanowiska profesora fizjologii. Pełnił funkcję prodziekana do spraw studiów podyplomowych na wydziale medycznym Uniwersytetu w Belgradzie, a także prorektora Uniwersytetu w Prisztinie. Był też dyrektorem centrum badawczego w ramach instytucji Klinički centar Srbije.
We wrześniu 2013 z rekomendacji Socjalistycznej Partii Serbii objął stanowisko ministra edukacji, nauki i rozwoju technologicznego w gabinecie Ivicy Dačicia. Urząd ten sprawował do kwietnia 2014.